# 太安镇 (中江县)
太安镇，是中华人民共和国四川省德阳市中江县下辖的一个乡镇级行政单位。

## 行政区划
太安镇下辖以下地区：
太平街社区、太安村、花明村、马桥村、月井村、白鹤村、高庙村、大海村、福寨村、玉华村、大坪村、游龙村、堰湾村、保安村、高寨村、红泉村、凤凰村和春彩村。